# Sliedrecht Sport 2022-2023 (femminile)
Questa voce raccoglie le informazioni riguardanti lo Sliedrecht Sport nelle competizioni ufficiali della stagione 2022-2023.

## Stagione
Lo Sliedrecht Sport partecipa alla stagione 2022-23 senza alcuna denominazione sponsorizzata. 
In Eredivisie si ferma al quarto posto durante la Pool scudetto, restando fuori dalla finale scudetto. Nelle altre competizioni domestiche ottiene la vittoria della settima Coppa dei Paesi Bassi della propria storia, uscendo invece sconfitto in finale di Supercoppa olandese.
In ambito internazionale partecipa alla Challenge Cup, spingendosi fino ai quarti di finale.

## Organigramma societario
Area direttiva
- Presidente: Cees Boer
- Team manager: Judith de Vries

Area tecnica
- Primo allenatore: Elroy Bezemer
- Assistente allenatore: Meike Martijn, Meino Rozendal
- Scoutman: André Schild, Emma Schild

Area medica
- Medico: Michelle Breuer
- Fisioterapista: Carmen van der Staaij, Else Juch, Martijn Michielse
- Terapeuta manuale: Harold Mourik

## Rosa
| N° | Nome                | Ruolo | Data di nascita  | Nazionalità sportiva |
| -- | ------------------- | ----- | ---------------- | -------------------- |
| 1  | Iris Vos            | O     | 15 ottobre 2002  | Paesi Bassi          |
| 2  | Pascalle Cnossen    | C     | 10 agosto 2001   | Paesi Bassi          |
| 3  | Lana Lijkendijk     | C     | 16 febbraio 2002 | Paesi Bassi          |
| 4  | Noa Rahangmetan     | P     | 21 agosto 2002   | Paesi Bassi          |
| 5  | Emma Rekar          | L     | 17 maggio 1998   | Paesi Bassi          |
| 6  | Eline de Haan       | P     | 30 gennaio 2002  | Paesi Bassi          |
| 7  | Louise Bijlsma      | S     | 2 giugno 2003    | Paesi Bassi          |
| 8  | Julia Joosten       | S     | 29 gennaio 2001  | Paesi Bassi          |
| 10 | Mille Kjosås        | C     | 21 maggio 1999   | Norvegia             |
| 11 | Dagmar Mourits      | S     | 13 marzo 2004    | Paesi Bassi          |
| 12 | Jolijn de Haan      | O     | 3 ottobre 2002   | Paesi Bassi          |
| 14 | Ellemijn Stevens    | C     | 5 settembre 2002 | Paesi Bassi          |
| 15 | Evie van Kerkvoorde | S     | 20 aprile 2001   | Paesi Bassi          |

## Statistiche

### Statistiche di squadra
| Competizione          | Punti | In casa | In casa | In casa | In trasferta | In trasferta | In trasferta | Totale | Totale | Totale |
| Competizione          | Punti | G       | V       | P       | G            | V            | P            | G      | V      | P      |
| --------------------- | ----- | ------- | ------- | ------- | ------------ | ------------ | ------------ | ------ | ------ | ------ |
| Eredivisie            | 36/16 | 15      | 12      | 3       | 15           | 9            | 6            | 30     | 21     | 9      |
| Coppa dei Paesi Bassi | -     | 2       | 2       | 0       | 2            | 1            | 1            | 5      | 4      | 1      |
| Supercoppa olandese   | -     | -       | -       | -       | -            | -            | -            | 1      | 0      | 1      |
| Challenge Cup         | -     | 3       | 2       | 1       | 3            | 2            | 1            | 6      | 4      | 2      |
| Totale                | -     | 20      | 16      | 4       | 20           | 12           | 8            | 42     | 29     | 13     |

Nel computo sono inclusi i due incontri successivamente annullati contro l'Eurosped.

### Statistiche delle giocatrici
| Giocatrice        | Challenge Cup | Challenge Cup | Challenge Cup | Challenge Cup | Challenge Cup |
| Giocatrice        | P             | PT            | AV            | MV            | BV            |
| ----------------- | ------------- | ------------- | ------------- | ------------- | ------------- |
| L. Bijlsma        | 5             | 43            | 35            | 6             | 2             |
| P. Cnossen        | 0             | 0             | 0             | 0             | 0             |
| E. de Haan        | 5             | 3             | 2             | 0             | 1             |
| J. de Haan        | 6             | 78            | 66            | 6             | 6             |
| J. Joosten        | 6             | 21            | 17            | 2             | 2             |
| M. Kjosås         | 5             | 35            | 27            | 7             | 1             |
| L. Lijkendijk     | 3             | 12            | 7             | 2             | 3             |
| D. Mourits        | 5             | 17            | 13            | 2             | 2             |
| N. Rahangmetan    | 6             | 16            | 6             | 2             | 8             |
| E. Rekar          | 6             | 0             | 0             | 0             | 0             |
| E. Stevens        | 6             | 22            | 11            | 7             | 4             |
| E. van Kerkvoorde | -             | -             | -             | -             | -             |
| I. Vos            | 6             | 85            | 71            | 7             | 7             |

P = presenze; PT = punti totali; AV = attacchi vincenti; MV = muri vincenti; BV = battute vincenti

NB: Non sono disponibili i dati relativi alla Eredivisie, alla Coppa dei Paesi Bassi e alla Supercoppa olandese